# 孑鬣兽属
孑鬣兽属（学名：Prolaena）为鬣齿兽目的一个属。

## 下属物种
本属包括以下物种：
- 小孑鬣兽 Prolaena parva Xu et al., 1979